# Linkerwoofer
Linkerwoofer is een pop- en rockfestival dat elk jaar plaatsvindt op Antwerpse Linkeroever. Het Belgische muziekfestival vindt plaats in het eerst of tweede weekend van augustus. Het festival is doorheen de jaren gegroeid met een mix van Belgische artiesten. Het festival strekt zich uit over twee dagen. Met uitzondering van 2015, toen het festival drie dagen duurde. Het festival vindt sinds 2007 plaats op het maritieme openluchtmuseum ten noorden van de Sint-Annatunnel.
Tot en met 2013 was Linkerwoofer een gratis muziekfestival. Na een Sabbatjaar in 2014 startte de organisatie terug in 2015. Vanaf dat jaar wordt er een bijdrage gevraagd aan de bezoekers.
In 2023 gaat het festival niet door.

## Programma

### 2022
Het festival vond voor het eerst plaats op 9 en 10 juli i.pv. in augustus. Op de affiche stonden: Clement Peerens Explosition, Tourist LeMC, De Kreuners, Ruben Block, Compact Disk Dummies, Het Zesde Metaal, Gestapo Knallmuzik,
Mauro Pawlowski, Rex Rebel. Er waren 20.000 bezoekers.

### 2021, 2020
Geen festival wegens Coronapandemie.

### 2019
Artiesten waren: Intergalactic Lovers, Admiral Freebee, The Van Jets, Bent Van Looy, The Sore Losers, Sons, Gestapo Knallmuzik, Warhola, Discobaar A Moeder, Tessa Dixson, Borokov Borokov, Crayon Sun, Maurits Pauwels & De Benelux Calypsos, Mooneye.

### 2018
|                          | vrijdag 4 augustus                                                | zaterdag 5 augustus                                                              |
| ------------------------ | ----------------------------------------------------------------- | -------------------------------------------------------------------------------- |
| Het Podium (hoofdpodium) | Douglas Firs Clement Peerens Explosition The Van Jets Millionaire | Kapitein Winokio Jasper Erkens Kraantje Pappie Delv!s Warhaus Discobaar A Moeder |
| De Tent (tent)           | Marcel Vantilt Bed Rugs Gruppo Di Pawlowski Shht                  | Revealing Cosmos Sun Gods The Calicos Zwangere Guy Faces On TV Magnus (dj-set)   |

### 2017
|                          | vrijdag 4 augustus                                               | zaterdag 5 augustus                                                       |
| ------------------------ | ---------------------------------------------------------------- | ------------------------------------------------------------------------- |
| Het Podium (hoofdpodium) | Jett Rebel Admiral Freebee Compact Disk Dummies Discobar Galaxie | Kapitein Winokio André Brasseur & Band Ertebrekers Absynthe Minded Magnus |
| De Tent (tent)           | Hydrogen Sea Stef Kamil Carlens Pomrad                           | Glitterpaard Maurits Pauwels Groep DAAU Kapitan Korsakov Rheinzand        |

### 2016
|                          | vrijdag 5 augustus                                                            | zaterdag 6 augustus                                                                                       |
| ------------------------ | ----------------------------------------------------------------------------- | --- |
| Het Podium (hoofdpodium) | Subway City Clement Peerens Explosition De Jeugd Van Tegenwoordig Magnus (DJ) | K's Choice Bent Van Looy Pieter Embrechts Clement Peerens Explosition Sofie Engelen & Lara Chedraoui (DJ) |
| De Tent (spiegeltent)    | In Your Honor Brenner                                                         | Solid Spaces Tamino Keith Merlin Tigers Of The West                                                       |

### 2015
|           | donderdag 6 augustus | vrijdag 7 augustus                   | zaterdag 8 augustus |
| --------- | -------------------- | ------------------------------------ | --- |
| Mainstage | Ostyn Magnus Arsenal | Tin Fingers Mintzkov Jett Rebel DAAN | Felix Pallas De Piepkes The Valerie Solanas Great Mountain Fire Admiral Freebee Steve Smyth Novastar Discobar A Moeder |

### 2014
Sabbatjaar

### 2013
|            | Vrijdag 2 Augustus                                | Zaterdag 3 Augustus |
| ---------- | ------------------------------------------------- | --- |
| Main Stage | Dvkes Roland & Mauro The Van Jets Absynthe Minded | Humble Flirt Kapitein Winokio Sir Yes Sir Hitsville Drunks ft. Mauro Clement Peerens Explosition Paon Daan Tom Barman(dj) |

### 2012
|            | Vrijdag 10 Augustus                           | Zaterdag 11 Augustus                                                                                   |
| ---------- | --------------------------------------------- | --- |
| Main Stage | Superlijm Sarah Ferri Luka Bloom Gabriel Rios | New Rising Song Johnny Berlin The Hickey Underworld Das Pop Great Mountain Fire DAAN Tom Barman DJ set |

### 2011
|            | Vrijdag 12 Augustus                                                     | Zaterdag 13 Augustus |
| ---------- | ----------------------------------------------------------------------- | --- |
| Main Stage | Tom Pintens Broken Glass Heroes Clement Peerens Explosition Magnus (DJ) | Absynthe Minded B-Kant De Jeugd Van Tegenwoordig Raymond Van Het Groenewoud The Van Jets Sarah Ferri Sir OJ Sue Me Charlie |

### 2010
|            | Zaterdag 14 Augustus |
| ---------- | --- |
| Main Stage | B-Kant feat. Mauro Pawlowski Das Pop Mintzkov The Van Jets School Is Cool The Sore Losers Intergalactic Lovers Bed Rugs The Hickey Underworld The Go Find |

### 2009
|            | Zaterdag 15 Augustus |
| ---------- | --- |
| Main Stage | Admiral Freebee (Solo Electric) Clement Peerens Explosition DJ Rock Steward (Tim Vanhamel) Millenniums Mintzkov The New Industry The Love Substitutes Trixie Whitley |

### 2008
|            | Zaterdag 9 Augustus                                                                                                   |
| ---------- | --- |
| Main Stage | Clement Peerens Explosition Foxylane Jim Cole feat. Lalalover Lick My Click Mo & Grazz Voicst Axel Daeseleire (DJ AX) |

### 2007
|            | Zaterdag 11 Augustus                                                        |
| ---------- | --------------------------------------------------------------------------- |
| Main Stage | Savana Station Das Pop Sopha Sven Van Hees The Tellers The Violant Husbands |

### 2006
|            | Zaterdag 5 Augustus                                                      |
| ---------- | ------------------------------------------------------------------------ |
| Main Stage | Absynthe Minded Audio Caffeine Billie King General Mindy Kawada Rye Jehu |

### 2005
|            | Zaterdag 6 Augustus                                 |
| ---------- | --------------------------------------------------- |
| Main Stage | Delavega Noppes Private Universe The Tuxedo Weasels |

### 2004
|            | Zaterdag 31 Juli                  |
| ---------- | --------------------------------- |
| Main Stage | Giant Of The Air Moskito Sukilove |